# Митинская волость (Дмитровский уезд)
Митинская волость — административно-территориальная единица в составе Дмитровского уезда Московской губернии Российской империи.
Существовала до 1917 года, центром волости было село Митино. Располагалась на востоке уезда и граничила с Озерецкой, Морозовской, Богословской и Ильинской волостями, а также с Владимирской губернией.
По данным 1890 года в состав Митинской волости, относящейся к 1-му стану Дмитровского уезда, входило 44 селения, проживало 5104 человека. Волостное правление и квартира пристава находились в селе Митино, квартиры полицейских урядников размещались в селе Воздвиженском и сельце Кутузово.
В 1899 году в селениях Сабурово и Тешилово имелись земские школы, в Горбунове — церковно-приходская школа, в селе Митино — земская лечебница.
В начале 1910-х гг. в Митине располагалось волостное правление, имелись Хотьковская земская лечебница и казённая винная лавка. Земские училища были в селениях Абрамцево, Алферьево, Воздвиженское, Горенки, Горбуново, Мураново и Тешилово; в селе Ахтырка — церковно-приходская школа, в местечке Крест — церковная школа Троице-Сергиевой лавры. В сельце Голыгино (Дятлово) размещалась квартира земского начальника 1-го участка Дмитровского уезда.
В 1917 году Митинская волость была упразднена, а её территория передана вновь образованным Сергиевской и Хотьковской волостям.